# Slavomír Ondrejička
Slavomír Ondrejička (* 18. listopadu 1948) je bývalý slovenský fotbalista a fotbalový publicista.

## Fotbalová kariéra
V československé lize hrál za Inter Bratislava. Dal 1 ligový gól. Dále hrál i za Duklu Banská Bystrica a ČH Bratislava.

## Ligová bilance
| Ročník                                   | Zápasy | Góly | Minuty | Klub             |
| ---------------------------------------- | ------ | ---- | ------ | ---------------- |
| 1. československá fotbalová liga 1970/71 | 7      | 1    | 572    | Inter Bratislava |
| 1. československá fotbalová liga 1971/72 | 4      | 0    | 224    | Inter Bratislava |
| CELKEM                                   | 11     | 1    | 796    |                  |

## Publicista
Po skončení aktivní činnosti pracoval 14 let jako redaktor a vedoucí redaktor ve vydavatelství Šport a dále v časopisu Futbalmagazin.

## Dílo
- Peter Telek, Slavomír Ondrejička : Futbalová ročenka 1980/81
- Ľubomír Dávid, Juraj Hrivnák, Jozef Kšiňan, Slavomír Ondrejička a Jindřich Pejchar: Futbal 83/84 – ročenka
- Ľubomír Dávid, Juraj Hrivnák, Jozef Kšiňan, Slavomír Ondrejička a Jindřich Pejchar: Futbal 84/85 – ročenka
- Ľubomír Dávid, Juraj Hrivnák, Jozef Kšiňan, Slavomír Ondrejička a Stanislav Sigmund: Futbal 85/86 – ročenka
- Ľubomír Dávid, Juraj Hrivnák, Jozef Kšiňan, Slavomír Ondrejička a Stanislav Sigmund: Futbal 86/87 – ročenka
- Ľubomír Dávid, Juraj Hrivnák, Jozef Kšiňan, Slavomír Ondrejička a Stanislav Sigmund: Futbal – Ročenka 87/88 – Šport 1989
- Ľubomír Dávid, Juraj Hrivnák, Jozef Kšiňan, Slavomír Ondrejička, Stanislav Sigmund a Peter Šurin: Futbal 88/89
- Ľubomír Dávid, Jozef Kšiňan, Slavomír Ondrejička, Stanislav Sigmund a Peter Šurin: Futbal 90 - Ročenka
- Slovenský futbal: (1898-2009)